# Гров (Англія)
Гров (англ. Grove) — село у Великій Британії, у графстві Оксфордшир.
Відоме завдяки базі команди перегонів Формули-1 Вільямс.